# Manettia coerulea
Manettia coerulea là một loài thực vật có hoa trong họ Thiến thảo. Loài này được Alain mô tả khoa học đầu tiên năm 1971.